# Matthäus Rascher

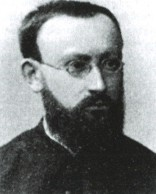
Matthäus Rascher

Pater Matthäus Rascher MSC (* 12. November 1868 in Sambach, Königreich Bayern; † 13. August 1904 in Baining/Papua-Neuguinea, ermordet) war ein deutscher römisch-katholischer Priester, Missionar und Autor. Er wird in der römisch-katholischen Kirche als Märtyrer angesehen.

## Leben
Rascher wurde am 12. November 1868 in Sambach in der Nähe von Pommersfelden im heutigen Landkreis Bamberg geboren. Wegen Lebensgefahr des Täuflings entschied man sich zur Nottaufe. Seine Kindheit und Jugend verbrachte er in Sambach. Er empfing am 3. Mai 1882 das Sakrament der Firmung im benachbarten Höchstadt an der Aisch und wechselte im darauffolgenden Schuljahr an die Lateinschule nach Passau, wo seine Tante Avila Dorn Oberin der Barmherzigen Schwestern war. Als Jugendlicher begann er sich für die Mission zu interessieren, was ihn dazu bewog, im Jahr 1884 seine Studien im Missionszentrum Issoudun in Frankreich aufzunehmen, Französisch zu lernen und den Herz-Jesu-Missionaren beizutreten. Auch sein humanistisches Studium schloss er dort ab. Anschließend war er Aufseher und Lehrer der Schüler in Issoudun, Chezal-Benoît, Antwerpen und Salzburg, wo er seine philosophischen Studien fortsetzen konnte. Am 15. Juli 1895 wurde er im Salzburger Dom zum Priester geweiht, drei Tage später hielt er seine erste Heilige Messe in der Heimatgemeinde Sambach.
Danach widmete er sich ganz der Glaubensverbreitung. An seinem Namenstag, am 23. September 1895, brach er von Genua in die Südsee auf, wo er am 16. November 1895 Vunapope erreichte, einen Stadtteil von Kokopo in Papua-Neuguinea. Am 7. November 1896 gründete er seine erste Missionsstation Vuna Márita. Am 15. August 1898 folgte die Missionsstation St. Paul, am 1. Juli 1902 die von Nacharunep und am 14. April 1903 die Schwesternstation in St. Paul.
In den frühen Morgenstunden des 13. August 1904 ermordeten Angehörige des Volksstamms der Baining in der Mission St. Paul Matthäus Rascher und neun Missionare und Missionarschwestern (Angela Balka, Agnes Holler, Eduard Plascaert, Agatha Rath, Heinrich Rütten, Johannes Schellekens, Sophia Schmitt, Anna Utsch, alle MSC, und Alois Bley OCR). Die Ursache für das als Baining-Massaker bekannte Ereignis lag offenbar in der strengen, auf Disziplin ausgerichteten Missionsarbeit und der gewaltsamen Durchsetzung ihrer christlichen Moralvorstellungen, an die sich jedoch selbst der Gouverneur von Deutsch-Neuguinea, Albert Hahl, nicht hielt. Auslöser soll ein Streit zwischen Rascher und seinem Hausknecht über dessen Lebensführung gewesen sein. Er hatte vom Pater nicht die Erlaubnis erhalten, sein polygames Eheverhältnis fortzuführen und wurde von ihm wegen seines unmoralischen Verhaltens geschlagen. Rascher gilt seither als Märtyrer der katholischen Kirche sowie des Erzbistums Bamberg.
1929 folgte die Einleitung des Seligsprechungsverfahrens. Das Verfahren für die Feststellung des diözesanen Informationsprozesses für die Seligsprechung wurde am 15. Februar 1935 in Vunapope abgeschlossen. Das Seligsprechungsverfahren dauert noch an.
Die katholische Kirche hat Pater Matthäus Rascher und seine Gefährten in das deutsche Martyrologium des 20. Jahrhunderts aufgenommen.